# セギュール夫人

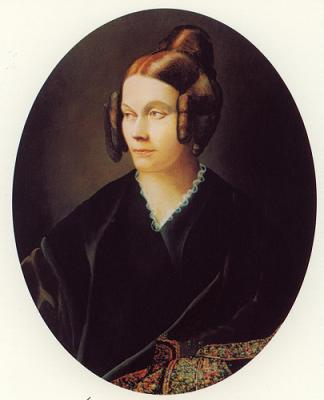
1840年代に描かれたセギュール夫人像

セギュール伯爵夫人ソフィー・ロトシーヌ（Sophie Rostopchine, Comtesse de Ségur、1799年8月1日-1874年2月9日）は、フランスの童話作家。 
ロシア帝国の高官の娘としてサンクトペテルブルクに生まれる。出生名はソフィヤ・フョードロヴナ・ロストプチナ（Sofiya Feodorovna Rostopchina）。父フョードル・ヴァシリエヴィチ・ロストプチンは、パーヴェル1世治世下で外相だった。父はナポレオン侵攻のおりモスクワ総督だったが皇帝の寵を失った（ナポレオン軍に物資を渡さないためにモスクワ大火を起こしたのを、後に市民に恨まれたとも）ため、一家とともに1816年フランスに移住し、1819年セギュール伯爵ウジェーヌ・ド・セギュールと結婚した。パリに居を構えるが、夫に顧みられず、ノルマンディー地方のヌエットの私有地で生涯の大半を過ごすことになる（それでも子供は8人生まれ、夫にジゴーニュおばさん<mère Gigogne>とあだ名される。ジゴーニュおばさんは人形劇の登場人物で、スカートの下から沢山の子供を出す）。童話は多くこの地方を舞台としている。2人の孫娘が外交官の父とともにロンドンに移ったのがきっかけで物語を書き始め、成功を収める。

## 日本語訳
- 『可憐児』八木さわ子訳 世界少年文学名作集 家庭読物刊行会 1920年
- 『利口な驢馬の物語 仏蘭西御伽噺』本野久子訳 警醒社書店 1920年
- 『驢馬日記 附・少年と犬』須藤鐘一訳 平凡社 世界家庭文学全集 1931年
- 『學問のあるロバの話』山本政喜訳 実業之日本社 1949年　のち岩波少年文庫
- 『ロバものがたり』鈴木力衛訳 羽田書店　1949年
- 『いたづらッ子のソッフィさん 仏蘭西お伽噺』本野久子訳 北隆館 1921年
- 『少女ソフィ物語』遠山陽子訳・絵　大日本雄弁会講談社 1949年
- 『灰色のねずみ』出津岩夫編訳 中央出版社 からたち文庫 1948年
- 『門番の子ブレーズ』羽生操訳 桐書房　1948年
- 『ブレーズ物語』大倉燁子訳  中央出版社 1951年
- 『のこえ山こえたにこえて』近江春江譯 羽田書店 1949年
- 『セギュール夫人童話集』岩崎書店
  1. 　すばらしい王子 江口清訳 山中冬児絵
  2. 　ソフィーのいたずら 那須辰造訳 桜井誠絵
  3. 　門番の子 荒川比呂志訳 安井淡絵
  4. 　かしこいろば 木村庄三郎訳 小野木学絵
  5. 　ふたりのおばかさん 江口清訳 竹川功三郎絵
  6. 　せむしのフランソワ 塚原亮一訳 安井民江絵
- 『ちっちゃな淑女たち カミーユとマドレーヌの愛の物語』三島由紀夫監修 平岡瑤子・松原文子共訳 小学館 1970年
- 『リラの森』江口清訳 角川文庫 1971年